# Capital Centre
Il Capital Centre, conosciuto anche col nome di US Airways Arena e USAir Arena, era un'arena situata nei dintorni di Washington, a Landover, nel Maryland.
Fondata nel 1973, venne usata principalmente per partite di hockey e basket. Dal 1973 al 1997 è stata la sede ufficiale dei Washington Bullets, dal 1974 al 1997 dei Washington Capitals e dal 1981 al 1997 dei Georgetown Hoyas, squadra di basket della Georgetown University, partecipante al torneo NCAA. Nel 1993, la compagnia aerea USAir acquistò i diritti sul nome dell'edificio e l'arena divenne nota come USAir Arena. La ridenominazione inizialmente non era popolare tra i residenti nell'area di Washington. Quando nel 1996 la compagnia aerea subì un rebranding e divenne US Airways, il nome dell'arena cambiò di conseguenza in US Airways Arena che rimase in uso fino alla sua demolizione nel dicembre 2002. La struttura ha ospitato importanti concerti di artisti di fama internazionale come Bruce Springsteen, Michael Jackson, Billy Joel e gli Aerosmith.
La struttura è stata sostituita da The Boulevard at the Capital Center, un centro commerciale in stile centro città aperto a Landover nel 2003, anch'esso demolito nel luglio 2019.